# James Meston
James Scorgie Meston, 1er baron Meston (12 juin 1865 7 octobre 1943) est un fonctionnaire, expert financier, homme d'affaires et pair héréditaire britannique. 
Il est lieutenant-gouverneur des provinces unies d'Agra et d'Oudh de 1912 à 1918. 

## Biographie
Meston est le fils cadet de James Meston, d'Aberdeen, et de son épouse Jane (née Scorgie). Il fait ses études à l'Aberdeen Grammar School (en) et à l'Université d'Aberdeen , et réussit l'examen de la fonction publique indienne en 1883. Il est muté dans les provinces du nord-ouest et à Oudh en 1885 (qui devient plus tard les provinces unies d'Agra et d'Oudh), où il est directeur des archives foncières entre 1897 et 1899 et secrétaire financier du gouvernement entre 1899 et 1903. De 1905 à 1906, il quitte brièvement l'Inde pour devenir conseiller des gouvernements de la colonie du Cap et du Transvaal en Afrique du Sud. 
Après son retour en Inde en 1906, Meston est secrétaire du département des finances du gouvernement indien jusqu'en 1912, date à laquelle il est nommé lieutenant-gouverneur des provinces unies d'Agra et d'Oudh. Il est resté à ce poste jusqu'en 1918, quand il devient membre des finances du conseil exécutif du vice-roi de l'Inde. Des problèmes de vue l'ont contraint à démissionner de ce poste l'année suivante. En 1917, avec Sir Satyendra Prasanno Sinha et Maharaja Ganga Singh, il aide le secrétaire d'État à l'Inde à représenter l'Inde au sein du cabinet et de la conférence de guerre impériale. 
Après guerre, Meston, avec Lionel Curtis, est le principal concepteur de l'Institut des affaires internationales et est président de son premier organe directeur de 1920 à 1926, de son comité des publications et du comité de rédaction du journal International Affairs. En dehors de cela, Meston est également vice-président de la Commission de surveillance de la Société des Nations. Il siège sur les bancs libéraux de la Chambre des lords et est président de l'organisation du Parti libéral. Il est également impliqué dans les affaires et est président et membre du conseil d'administration de plusieurs sociétés.
Meston est fait CSI en 1908 et KCSI en 1911 et en 1919 il est élevé à la pairie comme baron Meston, d'Agra dans l'Empire indien et de Dunottar dans le comté de Kincardine. Il est président de la Royal Statistical Society (en) de 1932 à 1934. Il est président de la Geographical Association en 1934. Il reçoit la médaille géographique écossaise de la Royal Scottish Geographical Society en 1934, présentée par le duc d'York.
Il épouse Jeanie, fille de James McDonald, en 1891. Ils ont deux fils, dont l'aîné est décédé enfant. Lord Meston est décédé en octobre 1943, à l'âge de 78 ans. Lady Meston est décédée en 1946. Meston Road à Kanpur est nommée en son honneur. 